# Храм иконы Божией Матери «Знамение» в Захарьине
Храм иконы Божией Матери Знамения в Захарьине (Знаменская церковь) — православный храм, принадлежащий к Параскево-Пятницкому благочинию Московской епархии Русской православной церкви. Находится по адресу: улица Николая Сироткина, 28а.

## История
Деревня Захарьино известна с XIV века, когда землями вокруг неё владел отец Святителя Алексия боярин Фёдор Бяконт. Первый деревянный храм во имя Рождества Христова в Захарьине построили в 1648 году, по приказу тогдашнего владельца села окольничего Т. Ф. Бутырлина. Каменный храм на месте деревянного в 1672 году был построен по приказу князя Григория Ромодановского и освящён во имя иконы Божией Матери «Знамение». В 1848 году для расширения внутреннего пространства к храму пристроили два придела, один во имя Николая Чудотворца, другой во имя Иосифа Песнописца. В 1897 году храм перестраивают в русском стиле по проекту архитектора Александра Каминского. На средства купца первой гильдии Ф. И. Соболева была заново выполнена роспись храма в 1880 году, на его же средства в 1883 году рядом с храмом построили здание церковно-приходской школы.
После Октябрьской революции храм оставался действующим до 1940 года. В 1940—1991 годах в храме располагалось кинохранилище. Возвращён Русской православной церкви в 1991 году.

## Престолы
- Иконы Божией Матери «Знамение»
- Святителя Николая
- Преподобного Иосифа Песнописца